# 洛哈姜河
洛哈姜河（英語：Louhajang River，孟加拉語： [lowɦɔdʒɔŋ nɔd̪i]）是孟加拉国中部的一个河。它流经贾木纳的坦盖尔县，并分成两段。此后再次汇合。它流经坦盖尔、贾穆尔基等地。平均深度为1米（3英尺），最大深度为3米（9英尺） 。
直到20世纪80年代，在坦盖尔停泊的船只和运载商品的大型船只一直停泊在坦盖尔。这条河流连接着西部的浅滩和该地区的其他乡镇。1992年，孟加拉国水利发展委员会根据其《洪水行动计划-20》，在洛哈姜河与达哈勒什瓦日河交汇处附近修建了一个水闸。从那时起，随着河流失去通航能力，船只停止了往返航线。随后几年，河谷地区的侵蚀有所增加。